# Brayan Ramírez Chacón
Brayan Stiven Ramírez Chacón (Bogotà, 20 de novembre de 1992) és un ciclista colombià, professional des del 2015, actualment a l'equip Medellín-Inder.

## Palmarès
- 2009
  -  Campió del Colòmbia júnior en ruta
- 2010
  - Medalla d'or als Jocs Olímpics de la Joventut en ciclisme per equips
  -  Campió del Colòmbia júnior en contrarellotge
- 2011
  -  Campió de Colòmbia sub-23 en contrarellotge
  - Vencedor d'una etapa a la Volta a Colòmbia sub-23
- 2013
  - Medalla d'or als Jocs Bolivarians en contrarellotge
  - Vencedor d'una etapa a la Volta a Colòmbia sub-23
- 2014
  - Medalla d'or als Jocs Centreamericans i del Carib en contrarellotge
- 2017
  - 1r al Tour d'Ankara i vencedor d'una etapa

### Resultats a la Volta a Espanya
- 2015. 127è de la classificació general